# Azeglio
Azeglio (piemontesisch Asèj) ist eine Gemeinde in der italienischen Metropolitanstadt Turin (TO) der Region Piemont.

## Lage und Einwohner
Azeglio liegt 60 km nordöstlich von Turin und besteht aus den Ortsteilen Piane und Pobbia. Der Ort liegt auf einer Höhe von 260 m über dem Meeresspiegel. Das Gemeindegebiet umfasst eine Fläche von 9 km² und hat 1242 Einwohner (Stand 31. Dezember 2023).
Die Nachbargemeinden sind Bollengo, Palazzo Canavese, Piverone, Albiano d’Ivrea, Viverone, Caravino, Settimo Rottaro und Borgo d’Ale.